# 치치핑핑
《치치핑핑》은 (주)아리모아(구 센텀소프트)에서 만든 애니메이션으로, 80일간의 세계일주를 모티브로 했다. 국내 방영보다 먼저 2019년 5월 20일부터 중국에 방영했다. 국내에서는 시즌1이 2020년 5월 11일부터 27일까지 TV조선에서 월~금 아침 7시에 방송되었다. 한 편당 11분X26편이다. 2020년 6월 24일부터 9월 23일까지 문화방송에서 매주 수요일 오후 12시 20분에 총 26편을 6개월간 방영하고, 9월 30일부터 11월 18일까지 2기로 방영했다가, 2021년 1월 6일부터 2월 17일까지 다시 방영했고(총 13편), 4월 21일부터 8월 11일까지 3기를 방영했고, 2022년 4월 5일부터 8월 3일까지 4기를 방영했다.

## 방송 일시
| 방송 채널 | 방송일                      | 방송 시간 | 비고     |
| --------- | --------------------------- | --------- | -------- |
| TV조선    | 2020년 5월 11일 ~ 5월 27일  | 종료      | 특별방영 |
| MBC       | 2020년 6월 24일 ~ 9월 23일  | 종료      | 1기      |
| MBC       | 2020년 9월 30일 ~ 11월 18일 | 종료      | 2기      |
| MBC       | 2021년 1월 6일 ~ 2월 17일   | 종료      | 2기      |
| MBC       | 2021년 4월 21일 ~ 8월 11일  | 종료      | 3기      |
| MBC       | 2022년 4월 5일 ~ 8월 3일    | 종료      | 4기      |

## 등장 인물
- 치치
- 핑핑
- 독캣
- 로빔
- 사요
- 생큼
- 드래콩
- 퍼니바니
- 바니붕

## 목소리 출연
- 박고운
- 여윤미
- 이미나
- 홍수정
- 정의진
- 임채빈

### 제작진
- 원작: 아리모아
- 기획: TV조선, MBC
- 제작: 아리모아
- 저작권: 아리모아 All rights reserved.

## 방영 목록

### 시즌1
| 회차       | 제목                                     | 방송 일자       |
| ---------- | ---------------------------------------- | --------------- |
| 1화        | 모험의 시작전설의 요리사를 찾아라        | 2020년 6월 24일 |
| 2화        | 신비의 자이언트 튤립불의 산의 비밀 1     | 2020년 7월 1일  |
| 3화        | 불의 산의 비밀 2생큼이 구출 대작전       | 2020년 7월 8일  |
| 4화        | 몬스터섬의 대모험                        | 2020년 7월 15일 |
| 5화        | 젤리꽥꽥을 찾아라                        | 2020년 7월 22일 |
| 6화        | 생큼이의 방귀 대소동초콜릿 나라의 모험 1 | 2020년 7월 29일 |
| 7화        | 초콜릿 나라의 모험 2앗! 몸이 바뀌었어요  | 2020년 8월 5일  |
| 8화        | 택배상자를 배달해줘                      | 2020년 8월 12일 |
| 9화        | 수수께끼의 유령선                        | 2020년 8월 19일 |
| 10화       | 어질어질 퍼니바니호사라진 거울공주 1     | 2020년 8월 26일 |
| 11화       | 사라진 거울공주 2나는 고양이로소이다     | 2020년 9월 2일  |
| 12화       | 팬더마을의 대축제                        | 2020년 9월 9일  |
| 최종화(13) | 잃어버린 기억을 되찾아라                 | 2020년 9월 16일 |

### 시즌2
| 회차       | 제목                                 | 방송 일자        |
| ---------- | ------------------------------------ | ---------------- |
| 1화        | 위기의 퍼니바니호숨바꼭질요정의 장난 | 2020년 9월 23일  |
| 2화        | 픽스할머니를 도와드려                | 2020년 10월 7일  |
| 3화        | 황금알을 전해줘                      | 2020년 10월 21일 |
| 4화        | 발레소녀의 꿈                        | 2020년 10월 28일 |
| 5화        | 지혜의 나무를 찾아라                 | 2020년 11월 11일 |
| 6화        | 안개산의 저주를 풀어라               | 2021년 11월 18일 |
| 7화        | 사라진 미라를 찾아라                 | 2021년 1월 6일   |
| 8화        | 꽁꽁얼음을 지켜라                    | 2021년 1월 13일  |
| 9화        | 꿀벌왕국을 구해라                    | 2021년 1월 20일  |
| 10화       | 보석함의 주인을 찾아라               | 2021년 1월 27일  |
| 11화       | 마법의 양탄자를 잡아라               | 2020년 2월 3일   |
| 12화       | 종이나라를 구해라                    | 2021년 2월 10일  |
| 최종화(13) | 다함께 연주하는 오케스트라           | 2021년 2월 17일  |

### 시즌3
| 회차       | 제목                          | 방송 일자       |
| ---------- | ----------------------------- | --------------- |
| 1화        | 세계탐험대회! 골드레벨의 시작 | 2021년 4월 21일 |
| 2화        | 잃어버린 펭귄친구를 찾아줘    | 2021년 4월 28일 |
| 3화        | 꿈의 깃털을 찾아야해          | 2021년 5월 12일 |
| 4화        | 시끄러운 소음의 정체는?       | 2021년 5월 26일 |
| 5화        | 신비의 당근은 어디에?         | 2021년 6월 2일  |
| 6화        | 쉿! 바이킹산에 누가 있어      | 2021년 6월 9일  |
| 7화        | 루루가 아니면 싫어!           | 2021년 6월 16일 |
| 8화        | 누가 석상을 훔쳤을까?         | 2021년 6월 23일 |
| 9화        | 생큼이가 커졌어!              | 2021년 6월 30일 |
| 10화       | 젤리섬을 녹여라               | 2021년 7월 7일  |
| 11화       | 푸푸와 함께 춤을              | 2021년 7월 14일 |
| 12화       | 마법소녀 코나를 도와줘        | 2021년 7월 21일 |
| 최종화(13) | 페르시아의 공주를 구하라      | 2021년 8월 11일 |

### 시즌4
| 회차       | 제목                                   | 방송 일자                      |
| ---------- | -------------------------------------- | ------------------------------ |
| 1화        | 최종우승을 향해!                       | 2022년 4월 5일2022년 4월 12일  |
| 2화        | 타샤의 가방이 없어졌어요!              | 2022년 4월 19일2022년 4월 27일 |
| 3화        | 블꽃박수를 받아라!                     | 2022년 4월 28일2022년 5월 3일  |
| 4화        | 록 밴드의 새로운 맴버는?               | 2022년 5월 4일2022년 5월 11일  |
| 5화        | 튼튼한 집을 지어야 해                  | 2022년 5월 12일2022년 5월 17일 |
| 6화        | 학교 가자, 얘들아~                     | 2022년 5월 19일2022년 5월 24일 |
| 7화        | 게임나라를 구해줘                      | 2022년 5월 31일2022년 6월 2일  |
| 8화        | 너무 쉬운 미션                         | 2022년 6월 7일2022년 6월 8일   |
| 9화        | 꼬마폰을 찾아라                        | 2022년 6월 14일2022년 6월 15일 |
| 10화       | 막내 갈매기는 어디에?                  | 2022년 6월 21일2022년 6월 22일 |
| 11화       | 그림을 도난당했다!                     | 2022년 6월 28일2022년 6월 29일 |
| 12화       | 젤리괴물을 막아라 1                    | 2022년 7월 6일2022년 7월 13일  |
| 최종화(13) | 젤리괴물을 막아라 2또 다른 모험의 시작 | 2022년 7월 27일2022년 8월 3일  |